# 中原鄧州
中原 鄧州（なかはら とうしゅう、1839年5月15日〈天保10年4月3日〉 - 1925年〈大正14年〉2月12日）は、明治時代から大正時代にかけて活動した臨済宗の僧侶で、諱は全忠（ぜんちゅう）、別号として白崖窟（はっけいくつ）を持つが、広く南天棒（なんてんぼう）の異名で知られる。竹篦（警策）として常に南天の棒を携え、全国の禅道場を巡っては修行者を容赦なく殴打した明治時代屈指の豪僧として知られる。在家者への教導にも力を注ぎ、山岡鉄舟、乃木希典、児玉源太郎などが彼の影響を受けた。

## 生涯

### 幼少期と印可まで
天保10年4月3日、肥前国東松浦郡十人町（現在の佐賀県唐津市十人町）にて、唐津藩士塩田壽兵衛惟和と、同藩牧山氏の二女多喜子との子として生まれる。幼名は慶助。通称は孝次郎であった。
7歳の時に母・多喜子が他界。その中陰に訪れた唐津藩主小笠原家の菩提寺、近松寺の陽溟和尚の勧めで近松寺に出入りするようになり仏道を志願。11歳で平戸雄香寺の麗宗全澤（れいしゅう ぜんたく）の元で出家。全忠の法名を得る。鄧州は18歳の頃まで麗宗の元で修行を積み、各種仏典や四書五経、句双紙、四部録などを就学する。その後、山城国綴喜郡八幡（京都府八幡市）の円福寺に入山、堂頭の石應宗眠（せきおう そうみん）、次いで蘇山玄喬（そざん げんきょう）の師事を積みながら諸国を行脚。豊後国宇佐（大分県宇佐市）の永福寺では、天下随一の過酷な師家として、「阿波の鬼文静」の異名で呼ばれた懶翁文静（らいおう ぶんじょう）の元で修行をしている。

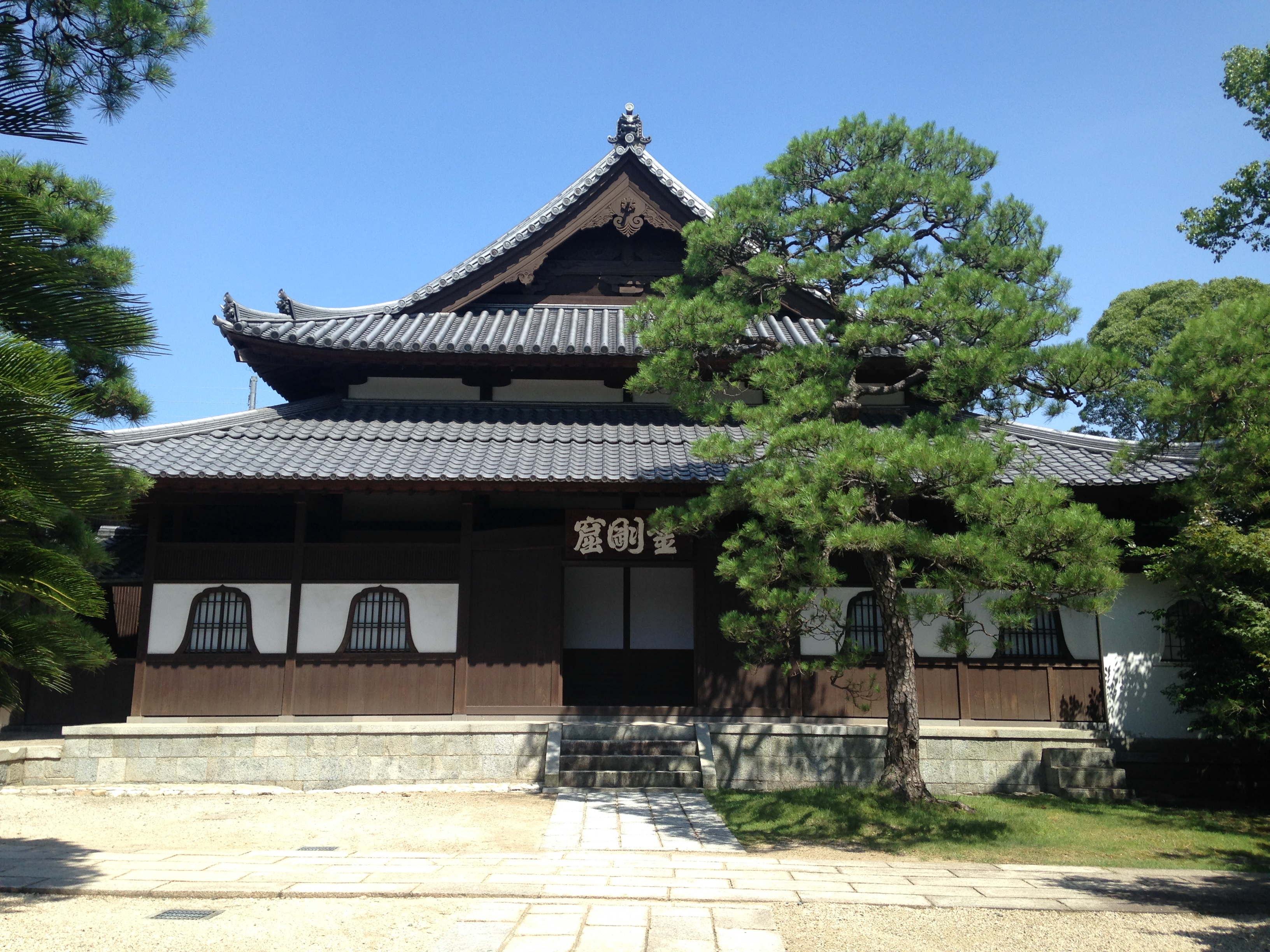
梅林寺の金剛窟（禅堂）

23歳の頃に蘇山が寺を出たのを契機に鄧州も下山。久留米梅林寺にて羅山元磨（らざん げんま）の門を叩いた。27歳（あるいは29歳）の時に羅山の許しが出て印可を得る。『南天棒禅話』ではその時、羅山は南宋の禅僧・虚堂智愚が悟りを妨げる10の心の病を示した「十病論」の中から、「第七の病は　一師一友の処にあり」 という教えを諭し、鄧州に諸国遍参の旅に出ることを命ずる。出立にあたって、法戦は真剣勝負でなくては役に立たぬから、これは何か一つ武器を持つに限ると阿蘇山中で見つけた長さ6尺5寸、太さ一握りに余る南天の木を削り、「臨機不譲師」と刻んで己の竹篦としたとしている。以上は大正4年に刊行された『南天棒禅話』にある南天棒獲得のくだりだが、6年後の大正10年に口述した自伝、『南天棒行脚録』では南天棒を得たエピソードは行脚開始直後ではなく、もう少し後の話として語られている。
『南天棒行脚録』では円福寺まで初めての行脚に出てから、南天棒を得る30代半ばの頃までに、石應から懶翁、羅山と東海道から九州までおよそ24家の師家の元で修行をしている。

### 全国禅道場に殴り込む
その後、30歳になった鄧州は、東京本所天祥寺の鶴林和尚が輪番で総本山妙心寺に出向くに従って、彼の侍衣（師家の衣服や所持品、金銭を預かる役目。転じて、管長の秘書官的な役割を指す）に任じられ妙心寺に入る。その任務中に父・壽兵衛の訃報が届くが、鄧州は「棄恩入無為こそが真実の報恩じゃ。葬儀に列したからとて死んだ父は喜びもしまい」と帰国はしなかった。1年後、明治3年に任務を終えた鄧州は、周防徳山藩の毛利元蕃 の招きで徳山毛利家の菩提寺である大成寺（山口県周南市舞車）の住職に任命された。折しもその年は奇兵隊脱隊騒動とその首謀者大楽源太郎の脱走騒ぎがあり藩内は混乱していたが、鄧州は禅道場を開設し、寺内に明治元年に解崩した澄泉寺 を再興した。大成寺には羅山門下の修行者たちが鄧州の元に馳せ参じ、大成寺は大いに賑わった。
明治6年、大徳寺、妙心寺両派から全国の末寺を視察するための本山議事の役目を仰せつかる。当時、明治4年に大教宣布の勅が発せられ、僧侶たちも教導職に就くことが要求されたので、そのために宣布の宣伝と僧侶の点検をする必要があった。鄧州は修行仲間とともに大教院のあった芝増上寺を出て、東海道沿いに説教活動を行った。その途路、遠州中山で毛利元蕃と再会し、彼から「中原」の姓を賜る。鄧州らは京都に到着し、その足で西日本各地を巡歴した。
日向から豊後に至る道すがら、とある農家の牛小屋の脇に樹齢2百年になる南天の樹が生えていた。その見事さに感嘆した鄧州は、「こうして牛小屋の隅に置けば只の南天じゃ。これから何年の寿命じゃ、一度は枯れるじゃ。しかし枯れたとて何の変哲もない。ただ家内の者らが惜しいことをした云うだけじゃが、これがワシの手に入ると、一つの法器となって、万世までこの南天が鳴り響くが、どうじゃワシにくれぬか」と頼み込み、木を切り取ってもらった。かくして手に入れた棒を手に、「これがワシの竹篦じゃ。これで天下の衲僧を打出するのじゃ」と言い放つと仲間たちは「それじゃあ貴公は南天棒じゃな」と返され、以来南天棒が鄧州の渾名となった。後にこの棒は三尺五寸に切り揃えられ、「臨機不譲師」と刻まれた。これが、『南天棒行脚録』の方で示された南天棒取得のエピソードである。
自らの名となった南天棒を獲得した鄧州は明治7年、36歳の時と翌々年明治9年に全国の禅道場を経巡り、師家相手に法戦を挑んでいる。鄧州が乗り込んだ道場は25か所に上り、未熟者だと断じれば容赦なく三十棒として南天棒で殴りつけた。居留守を使う者には庭先で座り込み、現れた所に痛棒を喰らわせた。しまいには、電話も電信も不十分だった時代なのに南天棒来るの噂が伝わり震え上がっていた者すらいた。無敗だった訳ではなく、かつて鄧州も私淑した越渓守謙（えっけい しゅけん）の高弟、鉄牛祖印（てつぎゅう そいん）との法戦には破れている。
明治12年、京都建仁寺で臨済宗各宗派による大会議が行われ、東京湯島の麟祥院と八幡円福寺に臨済僧のための大教校（学校）を設立することが建議されたが、鄧州は学問は俗人がすることであり、坊主は悟りを得るために専念するべきなのだから禅堂を作るべきだと反対した。鄧州の反対意見に賛同する者は少なく、大いに憤激した鄧州は後の「宗匠検定法」嘆願をはじめ、本山妙心寺に嘆願を繰り返すことになる。ちなみに、後に円福寺の師家・伊庵和尚が病に倒れ鄧州が代任として赴任した際、八幡の大掃除と称して大教校の用具を焼き払い、その跡に禅堂を創設している。
その前年、明治11年から鄧州は山城国相楽郡上狗村椿井（現在の京都府木津川市相楽郡山城町大字椿井）に白崖山弘済寺を建立するべく活動を始めている。弘済寺は竣成までに6年かかったが、総門の額を当時の京都府知事北垣国道が揮毫し、玄関の額を京都府大書記官の尾越蕃輔が、書院の額を鳥尾小弥太が、そして方丈の額には山岡鉄舟が揮毫と、各界の名士が伽藍建立に随喜し墨跡を寄贈した。この頃には鄧州の名声は諸国に響き渡り、僧侶在家を問わず多くの帰依者を得ていた。明治17年、建立した弘済寺に住山した鄧州は、その年11月には全国31師家の代表として妙心寺に乗り込み、寺班新設などの嘆願書を提出している。
明治13年、円福寺の代理師家の任を終えた鄧州は天王山を訪問。禁門の変当時、久留米梅林寺で修行していた関係から、真木保臣の菩提を弔うため、宝積寺にて法要を行った。その際、真木らが正式な葬式が行われていなかったため、この法要を招魂祭とした。その後、鳥尾の筆による忠魂碑が建てられた。
翌、明治18年には妙心寺派管長の無学大和尚から、東京南麻布にある曹渓寺選仏道場師家に任命される。鄧州はこの寺で山岡鉄舟と本格的な交友を始めることになり、やがて山岡の勧めで、市ヶ谷の瑞光山道林寺に移った。当時の道林寺は僅か6畳ほどの本堂と3畳の観音堂があるだけの廃寺だったが、鄧州は12人の弟子と共に江湖選仏道場を設立。僧俗50人余りの修行場として再興した寺だったが、それだけの人数を容れるだけの広さがなかったので、墓前や檀家の蘭塔場で座禅する者すらいた。以来、山岡はこの寺で禅の修行をし、鄧州らの世話人を務めた。道林寺での山岡との交友は明治21年7月21日に山岡が死ぬまで続いた。また、この寺で乃木希典と知り合った。

### 宗匠検定法

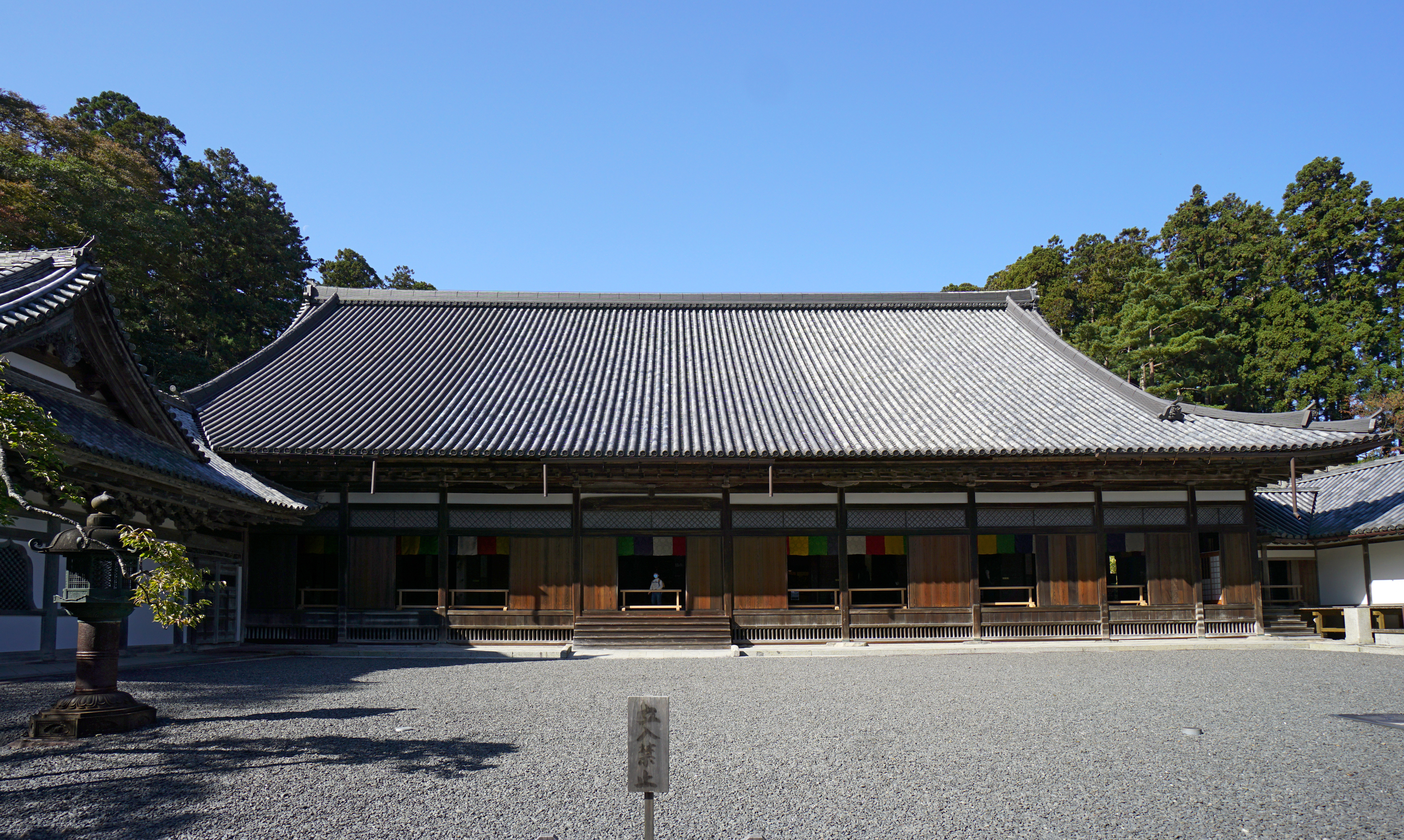
瑞巌寺本堂

明治24年6月、本山妙心寺からの特命により、伊達家の看華院である瑞巌寺の住職に任命される。
瑞巌寺のある旧仙台藩は武士およびその家族だけで、明治2年の版籍調査時点で20万人を超え、総人口約81万人の23％以上を占めていた。これが版籍奉還後、禄高は大幅に削減され、陪臣に至ってはほぼ無禄となった。明治9年に扶持米制度も廃止され、わずかな公債のみの支給となった士族の多くが没落していった。瑞巌寺もその寺領、扶持米を失い、さらに明治政府の祭政一致の方針に基づく神仏判然令や廃仏毀釈の運動によって伊達家の菩提寺としての立場を放棄せざるを得ない状態だった。とみに末寺との軋轢が問題化しており、その中で鄧州の辣腕に期待がかかっていた。
鄧州は後に大徳寺管長となる見性宗般（けんしょう しゅうはん）ら弟子10人と共に瑞巌寺に入ろうとしたが、塔頭円通院住職の花山柏齢和尚は一行の入門を拒否。一行は構わず中門から入り、草鞋を脱いで上堂し、即座に鐘を三打、随行者のみで晋山式を執り行った。そして快刀乱麻の勢いで、まず柏齢ら旧住職らを追放すると弟子たちを各所に配置して寺を支配下においた。そして、ただちに松島の末寺を調査して廻り、20あまりの無認可寺を摘発し本山に上申した。このことは本山の意向とは言え、寺領を横領していた地域民との軋轢を生じさせる結果となる。
瑞巌寺住職としての鄧州は、かつて達磨大師所縁の地として海無量寺があった松島扇谷の達磨堂再興、雄島坐禅堂再興など、数多くの堂宇再興に尽力している。その反面、財政面では芳しい結果を出せずにいたらしく、昭和8年（1933年）に著された『仙台人名大辞書』でも「興復に努力すること数年、未だ旧観に復するに至らず」とその評価は高くない。明治28年には旧仙台藩士によって瑞巌寺保全のための組織、保瑞会が組織されたが、鄧州との関係は良好ではなかった。
その一方、瑞巌寺には仙台から多くの参詣者が訪れるようになり、中でも第二師団長として赴任してきた乃木希典は休日になると足しげく通うようになる。乃木の参禅は乙未戦争を経て台湾総督に赴任するまで継続した。これに前後して晋山以前から瑞巌寺に預けられていた中原秀嶽（なかはら しゅうがく）の蓬髪を行い、自らの養子にしている。
初めて大寺の住職になったこの時期は鄧州の絶頂期とも言えるが、寺の賑わいに反して鄧州は禅門の乱れを糺さねばならぬという義憤の念はより強くなり、それが明治29年の「宗匠検定法」嘆願となった。当時妙心寺派の師家は68人いたが、検定法はそれら師家全員を本山に呼び寄せては鄧州らによる問答の再試験を行い、不合格だった者は師家の資格を剥奪して再行脚を命ずる内容であった。建議以前にも度々上洛し、検定法成立に向けて、かつて教えを受けた師家たちから連判を募り、当時の管長である匡道慧潭（きょうどう えたん）の内諾も得た。だが、この検定法は一応は匡道管長の所にまでは届いたものの、結局は実現することはなく、内々での話し合いの結果、黙殺されることになる。なぜ実現されなかったのかは不明であるが、鄧州は『行脚録』にて、（現代的表現で説明すれば）実際の運営が困難であり、また正式な建議の形（鄧州は瑞巌寺の対処を陳情する建議に便乗して嘆願した）を踏んでいなかったのでコンセンサスを得ることができなかったのではとしている。いずれにせよ、長年の懸案か全く介されなかったばかりか、同僚の多くから恨みを買った鄧州は禅門に対する幻滅を痛感するようになった。だが、瑞巌寺に帰って来た鄧州を待っていたのは檀家たちによる弾劾と押込であった。
鄧州が上洛している最中、瑞巌寺の小坊主が参拝客に伊達政宗の木像を見せるために燭台を近づけすぎて、木像の鼻に煤が付き、それを拭おうとしたら鼻が破損する事案が起こった。保瑞会の面々はこの事案を不敬と訴え、鄧州の監督不届きを糾弾し、各所で弾劾の集会が開かれた。維新の敗北者として忍従の日々を送っていた旧仙台藩士にとって昔日の伊達家は心の拠り所であり、一方で肥前の出身であり、周防毛利家の菩提寺で住職を経験していた人物がいきなり乗り込んで大鉈を振るう光景は、鄧州を憎き明治政府の横暴ぶりと重ね合わさるに十分なものであった。さらに6月15日（旧暦5月5日）に起こった明治三陸地震に伴う大津波で宮城県北部の沿岸地域が壊滅的な被害を受け、もはや検定法どころではなかった。
かくして鄧州は謹慎の身となり、宗匠検定法嘆願で多くの僧に疎んじられていた鄧州に本山からの助けはなく、完全に孤立無援となった。結局、11月に瑞巌寺を辞し、秀嶽らとともに同県名取郡生出村茂庭(現在の仙台市青葉区茂庭)にある大梅寺に入った。大梅寺は禅修行の古刹として知られ、かつては伊達家から150石の寄進を受けていたが廃藩置県とともに寺領もなくなり、鄧州が入山した当時は近隣に檀家と思しき家は数軒のみ、とうに朽ち果てた荒れ寺と化していた。実質的な追放であった。清貧の暮らしには慣れているはずの鄧州ですら、「この大梅の貧乏なことと云ったら話にならぬ」とぼやきの声を残している。
大梅寺での生活は困窮を極め、鄧州は千五百枚以上の揮毫を贈り、堂内の倒木や廃墟の資材で仮普請をしていたが、仏事はおろか日々の生活ですらままならぬ状態だった。大衆の奮起を促すべく行脚に活路を見出さんとしたが、その路銀ですら経営を圧迫した。それでも一時的ではあるが禅堂が復興し、禅僧の育成に尽力している。だが、明治32年の12月には暴風雨が発生しており、倒木によって山門が破壊されるなど、壊滅的な打撃を受けている。さらに幼少時から可愛がっていた秀嶽が大梅寺を暇し、鎌倉円覚寺の釈宗演の元に行ったのも追い打ちとなった。
明治33年（1900年）、肥前梅林寺での同門で建仁寺管長であった竹田黙雷の懇請により、この時期、円福寺師家となっていた宗般が清国に渡航しているので臨時の師家になるよう命じられた。鄧州の理解者である黙雷の説得に本山が黙認し非公式に了承してのことだった。形の上では兼任であったが、陸前と山城では距離がありすぎる訳で、事実円福寺へと旅立った鄧州は以後二度と大梅寺に戻ることはなかった。無期限の暫暇となった大梅寺に残された僧侶は四散し、鄧州が遺した借金の精算のために山林が売られた大梅寺はその後また無住の荒れ寺へと戻っていった。事実上の職務放棄であり、両親の位牌や京都から連れてきた小坊主の安松も置き去りにしてきた、鄧州にとっては後味の悪い退山となった。その後、大梅寺から荷札をつけて送り出された安松とは上野駅で再会。後に槐安を名乗った安松はやがて、玉川遠州流5代家元・大森宗龍の懇請により大森家の養子となり、7代目宗匠・大森宗夢となる。
円福寺に戻った鄧州はここで長年愛用していた南天棒を同寺に納めた。その齢になってまで持ち歩くものではないという黙雷の指摘に応じてのことだった。併せて以前、扇谷の達磨堂を修復する際に荒れ地から掘り起こした萩の木から作った棒も奉納した。元々六尺五寸だった南天棒を二つに切った物だという説もあるが、『南天棒行脚録』ではそのような話はない。

### 海清寺赴任と、平塚らいてうとの出会い

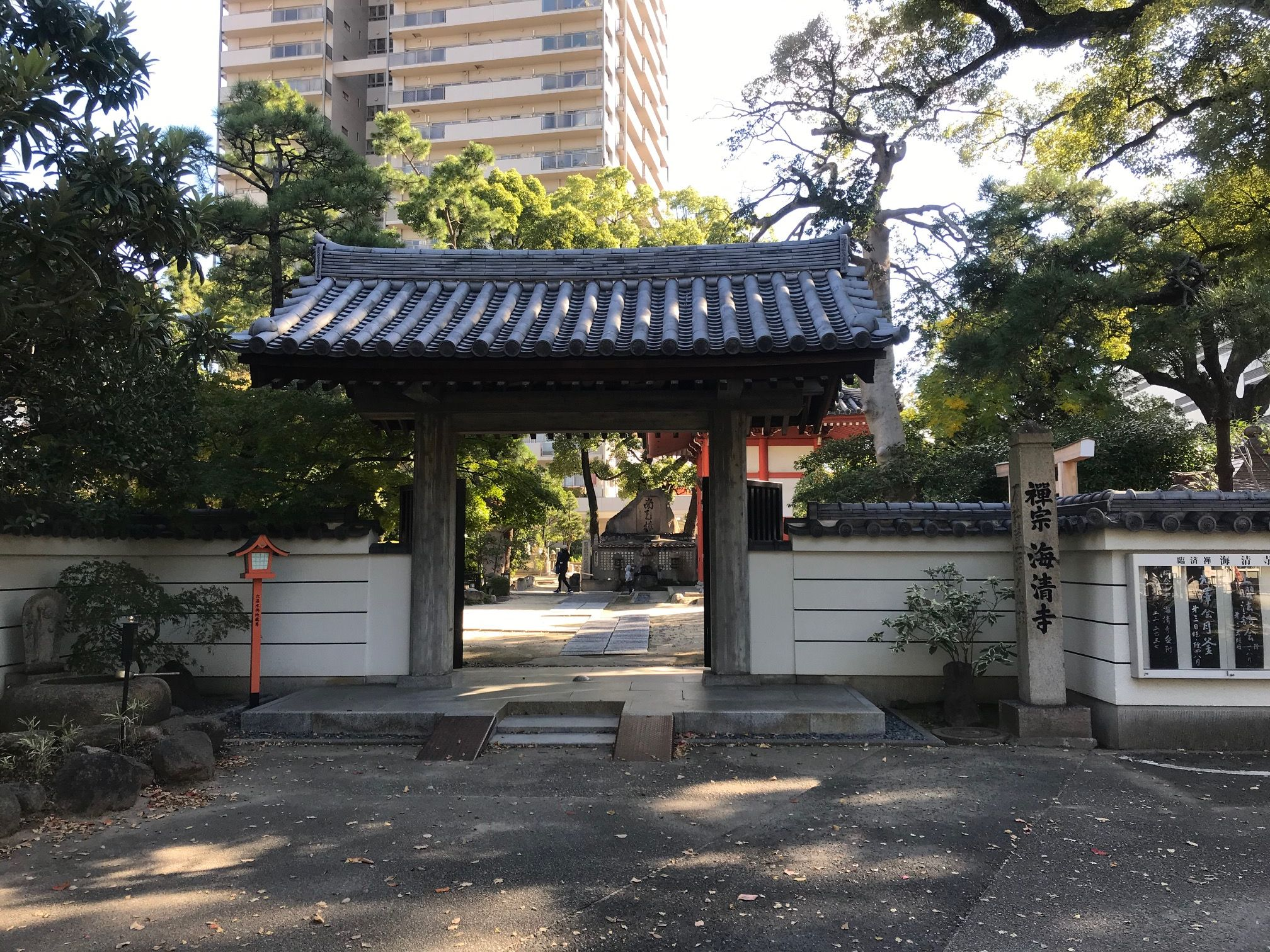
海清寺正門

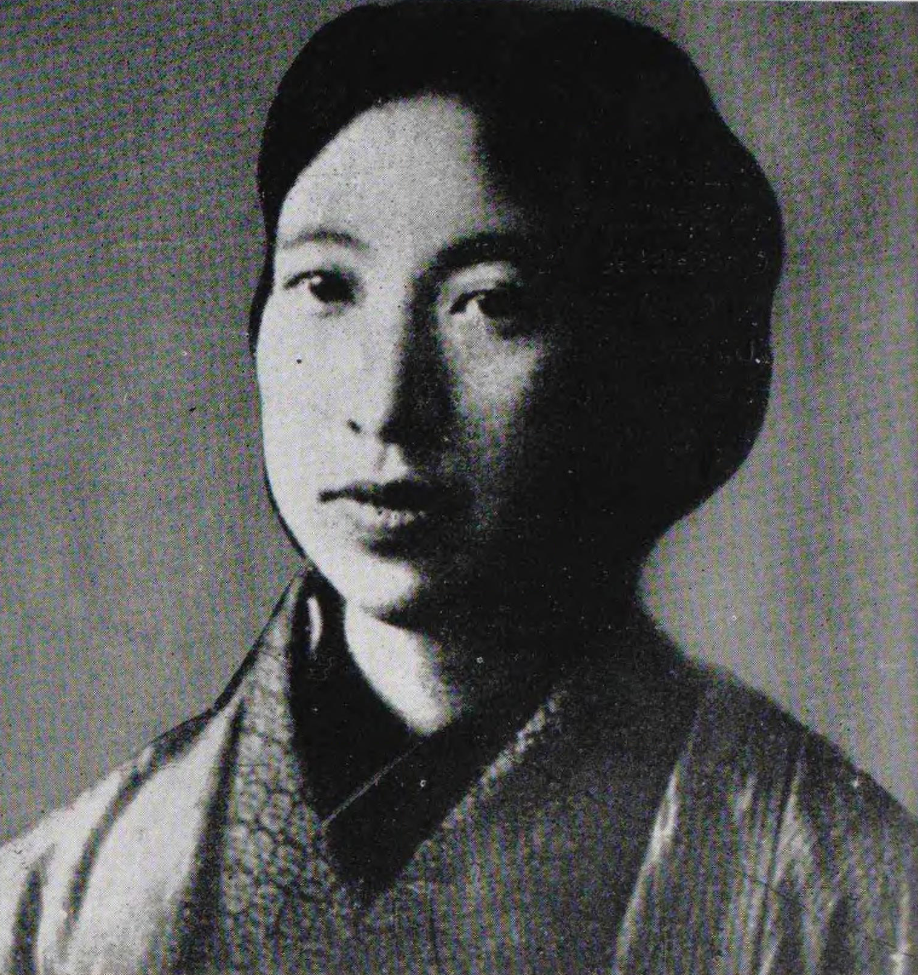
平塚らいてう。自伝的著書『原始、女性は太陽であった』は鄧州の後半生を記している

明治35年に妙心寺3世従事、無因宗因開山の古刹である兵庫県西宮六湛寺町の海清寺住職に任命された。かつて応永の乱で大内義弘に荷担したため弾圧、廃寺となった妙心寺の法系を継承した妙心寺派にとって重要な寺院だったが、町名由来の六湛寺 とともに江戸時代までには衰微していた。鄧州は以来、遷化までの22年間、この寺の再興に尽くした。瑞巌寺や大梅寺、宗匠検定法での挫折によって、それまで修行僧の育成に専心してきた鄧州は居士の育成に力を注ぐようになり、毎月の提唱会や冬安居には多くの居士が参禅した。「俺の書くものが一枚一枚お寺の瓦となり、畳となるのじゃ。そう思うとじっとしていられるものじゃない」と、乞われるがままに毎日立て続けに5、60枚の揮毫をしたため、それ以上の手紙を書いていた。また、全国の居士の要請に応じて法事や坐禅会に赴いた。東京へは常に夜行列車を用いたので、車窓から富士山を拝むことがなかった。
明治41年のこと、弟子で医師である岡田自適が神田美土代町に設立した東京禅学堂にいた際、1人の女性が鄧州を尋ねた。当時22歳の平塚明、後の平塚らいてうである。平塚は早くから禅に傾倒し、日暮里にある円覚寺派の禅道場、「両忘庵」で釈宗演の弟子、当時まだ30代の釈宗活に師事し、「慧薫（えくん）禅子」の道号を得ていた。だが、この年に森田草平との恋愛から心中騒ぎ（塩原事件）を起こし、世間の批判的な耳目にさらされていた。
だが、入室した平塚を待っていたのは、鎌倉禅（円覚寺派）に対する鄧州の容赦ない批判であった。円覚寺派には養子・秀嶽を取られたという憤りがあったが、鄧州は知っては知らずか、平塚と秀嶽との間にはさらに深い因縁があった。両忘庵で見性を得た平塚だったが、それでも合点がいかず、浅草松葉町にある海禅寺に、興津清見寺住職の坂上真浄和尚を招いての提唱会に出向いた。海禅寺は阿波蜂須賀家の看華院だったが、ここも明治時代に法灯途絶え、荒れ寺と化していた。そこで円覚寺が再興のために派遣したのが秀嶽であった。ある早春の日の夜、寺で夜遅くまで書見をしていた平塚を出迎えた秀嶽に平塚は接吻をした。平塚は挨拶代わりの気持ちだったと弁明しているが、動揺した秀嶽と一悶着があった。
その経緯はともかく、平塚は日本禅学堂の月並接心に出入りするようになる。明治42年には12月8日に釈迦が成道したことにちなみ、1日から8日までの間徹夜で行われる蠟八接心に臨んだ。一週間、簡素な食事のみで衣服は着たまま、風呂もなしで裸足のまま火の気のない禅堂での座禅である。しかも麦飯が胃に合わず、ほぼ絶食状態での座禅であったが、平塚は出席者の中でただ1人やり遂げ、鄧州から見性の証として「全明」の大姉号を授かった。
平塚と鄧州との接心は明治44年に平塚が『青鞜』を創刊する前後まで続いた。平塚はその後、海禅寺住職となった秀嶽と明治44年に再会し、その後肉体関係を持ちながら解消されたことが、『原始、女性は太陽であった』で記されている。この書の影響で、秀嶽は義父譲りの大酒飲みで、遊郭に入り浸る破戒僧のイメージがついているが、釈宗括らとともに東京の臨済宗禅僧の互助会、「円成会」を組織し、また真浄老師の伝記を遺したりと本業でも活躍。後に関東大震災によって破壊された海禅寺建て直しのために身命を賭し、その労苦のために病に倒れ、昭和2年に遷化する。

### 万歳の弔電
明治天皇崩御に伴い乃木夫妻が殉死した際、何千もの弔電が届く中1通だけ異様な文章があった。
「ノギタイシヤウカクカゴフウフ、ジユンシトハ、サスガノギタイシヤウカクカナリ、コノナンテンボウモ、ナミダナガラナニ、バンザイトノウ、バンザイ、バンザイ」
（乃木大将閣下ご夫婦、殉死とは、さすが乃木大将閣下なり、この南天棒も、涙ながらに、万歳とのう、万歳、万歳）
鄧州はこの祝電めいた電報を後に、「ワシが涙ながらに万歳万歳云うてやった意志は、大将自身でなくては解らぬ。彼とワシとは実に證契即通であったからなァ」と振り返っている。乃木の葬儀は神式で執り行われたが、鄧州は弟子を伴い参列。僧侶の参列は鄧州一行のみであった。乃木が自刃した部屋に敷かれた絨毯はかつて鄧州が乃木に紹介した寺西幾久松（後に国産リノリウムを生産し、東リ創業者となる寺西福吉の兄）の手による由多加織で、葬儀の後遺族から鄧州に形見分けとして乃木の墨跡と軍帽が贈られた。鄧州はその軍帽を寺西に託した。

### 生前葬と入定

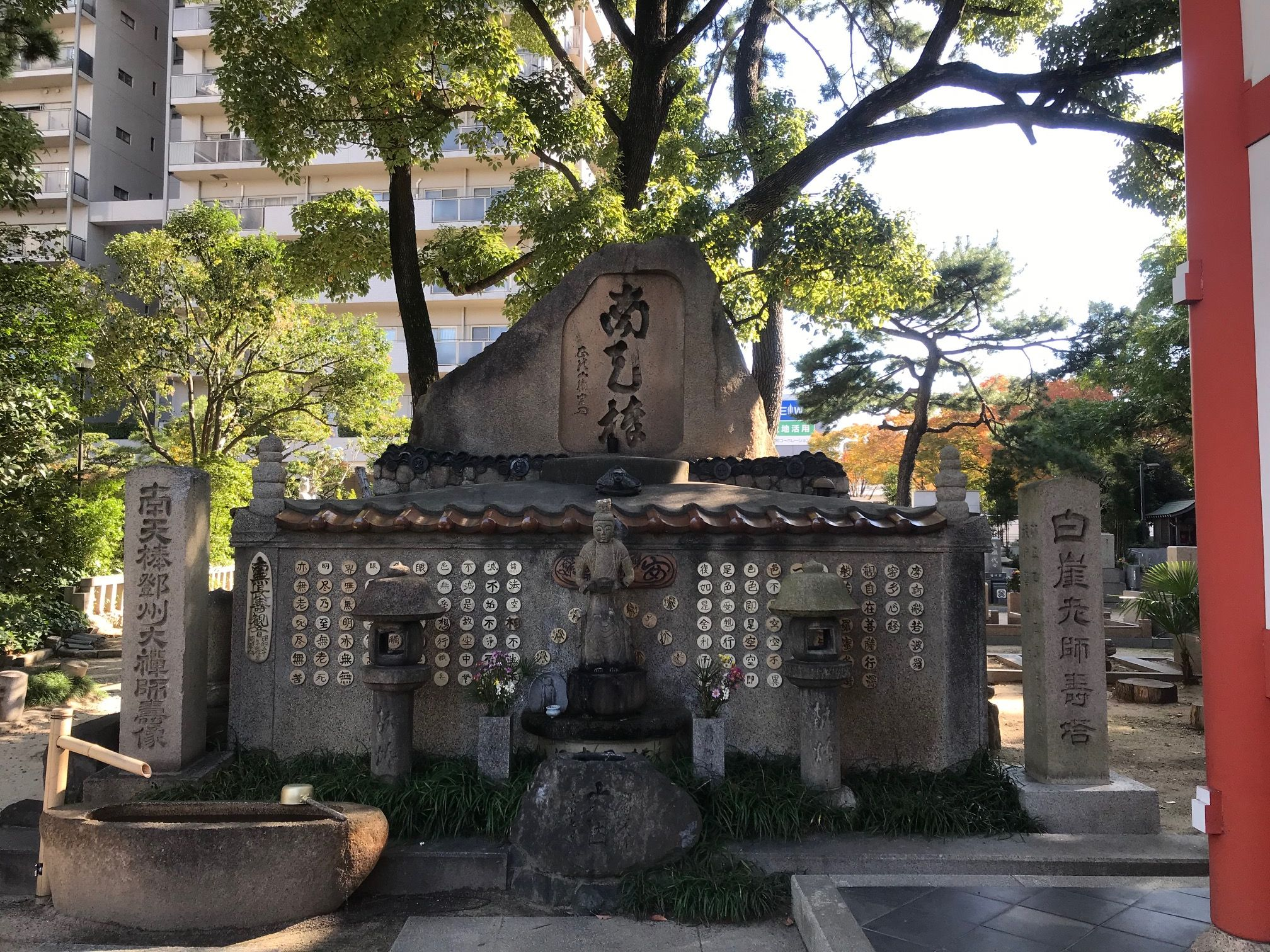
海清寺にある南天棒供養碑

鄧州は大正7年、80歳にして生前葬をしている。かつて円福寺での修行時代、自分は釈迦に比べて智も得も劣るのでせめて寿命だけは勝とうと松を植えて誓ったことがあり、79歳で示寂した釈迦の弟子がそれより長生きするのは申し訳ないという理由であった。同時に模範としていた徳山宣鑑入滅も80歳であり、徳山の禅風を継がんとしていた自らの活動にけじめをつけるためであった。それに先立つ明治42年には海清寺開山五百年遠忌であったが、記念法要を9年も延期し、自らの入定式と併せて執り行なおうとした。
大正6年8月、入定式厳修を懇請するために全国33か所の全道場を行脚した。人生最後の行脚となったこの旅だが、すでに明治39年に鉄道が国有化されて、蒸気機関車が飛躍的な進歩を遂げ、鉄道網も全国に張り巡らされていた時代である。従って、その行程のほとんどを汽車、電車、汽船、自動車といった文明の利器に頼る旅だった。それでも78歳を迎えながら全国33か所の寺院を約4か月で巡錫できたのは気力、体力ともに衰えていなかった壮挙とも云える。
かくして、大正7年4月4日に執り行われた入定式及び五百年遠忌では本山妙心寺の笛川元魯（てきせん げんろ）管長を始め、臨済宗各派の管長、師家に加えて関連する他宗派、特に黄檗宗からは管長代理が海清寺に揃った。居士大姉合わせると千人以上、近隣住民も詰めかけ、一躍町ぐるみの儀式に発展していた。鎌倉からは宗演も駆けつけ、一同に嵩山少林寺参拝談を講じた。鄧州は亀棺の中に瓢を持ち込み、葬式の最中大酒をあおっていた。この時、導師を務めた竹田は棺桶に背を向けて焼香をした。
鄧州は大正14年2月12日に遷化した。11日に「ワシは神武天皇祭当日に生まれたから紀元節に死ぬ。その時が来た」と涅槃衣に改め、いつものように晩酌をし、うどんを一口すすって座禅を組み、「うーむ」と一声唸った。そのまま示寂かと思われたが、医師が注射をしていたので6分ほど長引き、翌12日にずれこんだ。享年87。海清寺に供養碑がある。

## 評価
鄧州は版籍奉還、大教宣布の勅、廃仏毀釈、そして大名の庇護と寺領を失うなど、それまでとは大きく変容した明治の仏教界において、釈宗演に並ぶ名声を博していた。だが、宗演が儒学者出身で禅の門戸開放を訴えた今北洪川の元で修行をし、アメリカで禅の広報活動に従事するなど禅の近代思想化と国際的普及に力を注いだ学僧であったのとは対照的に、鄧州は古の禅師を模範とし伝統的な実践主義の禅への回帰を提唱した。鄧州はその前半生に24人もの師家の元で修行しており、これは白隠の中興以来発展してきた臨済禅林が江戸時代後期から幕末にかけて結実し、数多くの人材を生み出していたことをも意味する。それだけに、明治に入って衰微していく禅林の継承のためには修行者の発奮こそ肝心と考えた。
だが、彼が前半生で培った荒々しい禅風は瑞巌寺での反動や宗匠検定法の不採用、大梅寺での展望なき雌伏の生活などで大きく挫かれることになる。最終的には古の名刹とは云え、禅林からすれば影響力のなかった寺の住職で経歴を終えたわけで、組織の中で栄達はできなかった。それでも、臨済宗が修行のあり方や公案に対する姿勢など、近代化の波を跳ね除けて白隠以来の伝統を現代に継承できたのは、鄧州や黙雷、宗般、あるいは伊深正眼寺を継承した洞宗令聡（とうしゅう れいそう）のような謹厳な修行者が奮闘したからに他ならない。本山管長をはじめ各会派管長を一同にそろえた生前葬は、鄧州の名声、業績が臨済宗全体において評価された証左と言えよう。なお、鄧州の4代後の法嗣には海清寺住職にして妙心寺派29代管長となった春見文勝がいる。彼は鄧州の評伝も執筆している。
また、鄧州に師事した居士に山岡、児玉、乃木といった硬骨の剣術家、軍人などが多い反面、夏目漱石は「生来の凡骨到底見性の器にあらず」と松島訪問の際に鄧州との面会に怖気づき、その後宗演の元で禅を学んだ。中野正剛も早稲田大学を卒業したばかりの頃、東京禅学堂で参禅し、平塚に「禅なんてやらんでも、出来てる者ははじめから出来ているんだ」と語り、老師を思い切り引きずり倒してきたと嘯いた。中野が参禅したのはそれきりである。
なお、夏目は第五高等学校講師時代に、梅林寺や見性寺で参禅していた伊底居士なる人物と交流があり、彼から鄧州が瑞巌寺を辞し大梅寺に入った情報を得ている可能性がある。その時の情報が元になったのか、イギリス留学を経て明治39年に執筆された『草枕』の中で、登場人物の1人で色香に惑い寺を飛び出した僧・泰安の消息として大梅寺を登場させている。明治以降、『草枕』執筆までに、大梅寺で僧が修行していたのは鄧州が滞在した期間のみであるので、小説の中では鄧州が活動していた時期の大梅寺がモデルであると推測できる。

## 逸話

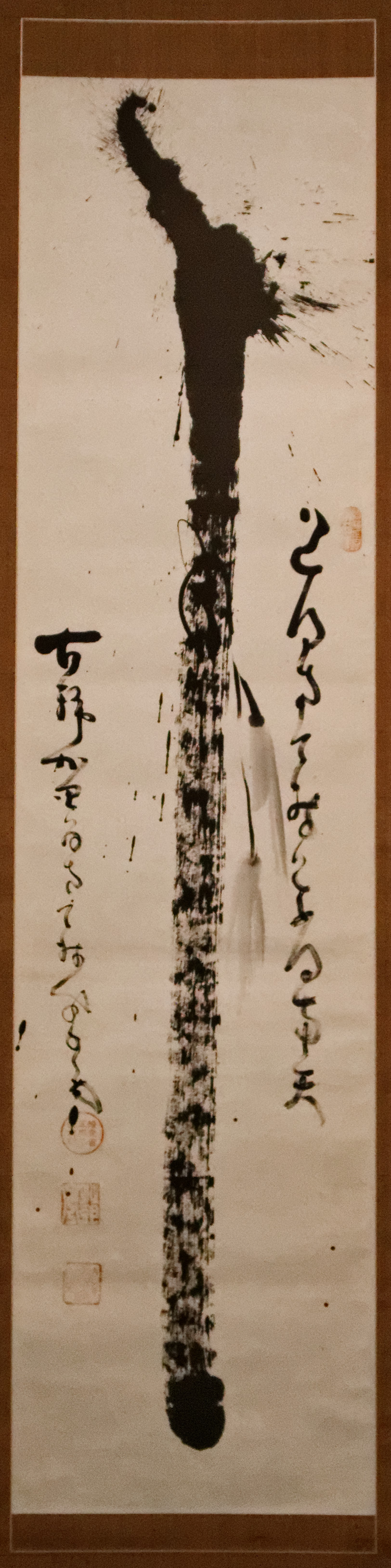
南天棒を象った鄧州の書。ロサンゼルス・カウンティ美術館収蔵

僧俗あわせて3千人ほどの弟子を持った鄧州には数多くの逸話がある。中でも、山岡鉄舟や児玉源太郎、乃木希典とは禅を通して互いを認めあう仲であった。
- 「道い得るも南天棒、道い得ざるも南天棒。肝を作れ、人を作れ」が座右の銘で、銘を記した書画を数多く残している。この言葉は、徳山宣鑑の言葉、「道い得るも也た三十棒、道い得ざるも也た三十棒、速かに道え、速かに道え」を自己流に転用したものである。鄧州は徳山を自ら理想像に掲げており、彼が棒を以て僧侶を殴り続けたのには徳山に倣い大衆の禅機を見出そうとする意図があってのことであった。
- 鄧州16歳の時、大天狗の1人、奥山半僧坊を祀ることで知られる方広寺にて素行の悪さで知られた副寺（ふうす。寺の金、衣服、食料を管理する係の僧）が夜半何者かに拉致される事件が発生した。姿が見えぬ何者かが副寺を抱えて樹から樹へと飛び移る光景が目撃されたとして、堂内は騒然としていた。翌朝、住職の龍水和尚が、「当山鎮護の半僧坊権現が衆僧を警告するために、副寺を凝らしめて三里先の野原に捨てたぞ」と告げたので一同慄然とした。かくして、その副寺は3日後、三里先にある三方原で遺体となって発見された。この事件が契機となって、鄧州は狗子仏性の解を見出し、初めての大悟を得た[23][24]。
- 円福寺での修行時代、本堂と達磨堂の間に松を植え、「松が先に枯れるか、ワシが先に死ぬるか、たとえ松は枯れてねワシは決して死なぬぞ」と誓った。その後、鄧州が80歳を越える頃には松の木も高さ15間、幅7尺の大木となっていた。この松の木は鄧州の法嗣で、後に妙心寺管長となった春見文勝の雲水時代には健在であったが、現在は伐採され、その木から作られた警策が大梅寺に残されている[25][26][27]。
- 体格は五尺七、八寸（172〜175cm）で力は三人分ほどあり、その豪力は作務において遺憾なく発揮された。梅林寺での薪拾いの作務では、長さ九尺（約2.7m）、幅2寸の丸太を天秤棒にして12把の薪を担ぎ、3里の道を往復していた。後に随者となった平松兵卿にあの天秤棒はどうなったかと尋ねたら、旦過寮の床柱になっていたという[28][29]。
- 梅林寺での修行時代、蠟八接心成就のために鄧州が座禅の場として選んだのは、同寺にある底なしと評判の古井戸であった。鄧州は解定（就寝の合図）後、井戸の上に梯子をかけ、その上で座禅を組み夜を明かした。6年間の修行の間、横臥することはなかった。また、日々の座禅で眠くなる度に警策で手を打たれ続けたので、その手はたこによって、剣術家に剣の心得があるのかと問われるまでにごつくなっていた。後に見性寺から書物を借り受ける際、この手のせいで武士の変装だと疑われた[30]。
- 印可を得た翌年の慶応2年、梅林寺にて『槐安国語』の提唱を行うことになり、同書がある熊本見性寺まで借り受けに行くことになった。だが、当時は第二次長州征討での長州軍と小倉藩が戦闘している最中で、その道中は困難を極めた。至る所に関門があり、頑丈な体格の鄧州はその都度間者と疑われた。柳川からは山中を夜行でかき分け、道中出会った野武士を投げ捨てながらの行路だった[31]。
- 大変な酒豪として名高く、酒にまつわるエピソードも多い。鄧州の師も弟子も、親友である鉄舟も、義子秀嶽もまた酒飲みであった。

師の羅山も酒飲みであったらしく、彼の隠寮（私室）には酒が置かれていた。ある日、作務を終えた鄧州が隠寮に入り込み、侍者に酒をねだった。すると羅山が入ってきて「わしがついでやろう」と徳利を差し出すと鄧州も「ではこれで」と味噌をするすり鉢を突き出す。鄧州は羅山の酌で3杯の酒を飲み、本職より先に酒飲みとしての印可を得た。さらに、越渓老師もまた酒好きとして知られ、医師が止めるのも聞かず毎晩典座寮に忍び込んでは酒を物色していた。ある晩、雲水頭に見つかり、泥棒と問い詰められ、すり鉢を頭にかぶり隠れようとしたエピソードを語っている。
また、円福寺の大教校を処分した後、寺を退出し天王山を訪問した鄧州は茶店で酒五升（約9リットル）、豆腐3丁を平らげた。驚いた店主がどれぐらい飲めるのか尋ねたら、もう飲めないほどに飲んだことはないが、一斗（18リットル）や二斗は飲めるだろう。だが酒は飲んでも飲まれることはないと答えた。翌日、大阪毎日新聞や京都、神戸の新聞で、「腰掛で酒五升を飲み、寸歩も乱さぬ禅僧、これぞ日本全国を歴巡った南天棒」と記事にされた。
法嗣である宗般もまた酒飲みであった。鄧州50歳の時、宗般らを伴い山梨県の月性寺に向かう途中、富士山に登頂した。麓の茶店で松茸を買い、それを肴に瓢の酒を半分飲み干した。残りは山頂でということで、そのまま登頂。山頂では持参した餅を肴にしようとしたけど薪がないので、修験者が残した破れ草鞋を薪にしてまた飲んだ。
晩年になっても酒好きは治まらず、平塚は鄧州が自らの給仕も務めていた岡田医院の看護婦に「もう一杯」と晩酌のおかわりを要求しては言い争っていたと記している。
- 豪放磊落な逸話が数多くある反面、日々の所作はとても綿密で、反古紙1枚無駄にしなかった。これは行燈の置き場所を畳の何寸目かまで細かく決めていたほど緻密で几帳面な師家として名高かった石應の教えが影響している。晩年の鄧州は自らの衣服、足袋、手拭いも卸したてのものを嫌い、古着をまとった。これをいいことに新しい衣服が届くと侍僧たちが入手し、鄧州には彼らの古着が回されたが、鄧州は「お誂え向きの古さじゃ」と喜んで身にまとった[36]。
- 中原の著作にはいずれも秀嶽が登場しておらず、平塚の『原始、女性は太陽であった』でも鄧州と秀嶽が義理の父子であることには触れていない。星悠雲は瑞巌寺での政宗木像事件で鼻を焦がした小坊主は秀嶽ではなかったのでは推測している。その時、鄧州反対派の1人であったのが、役僧をしていた実兄の永井智嶺であった。また、秀嶽が智嶺に伴われて大梅寺を去った際に、鄧州が釈宗演に宛てた手紙の下書きが大梅寺に残されている。その手紙には、2人が懇願しても一切構わぬよう、だが反省しているようならもう一度やり直させてくれないかと懇願している。その後、2人は宗演の元で修行することになる。秀嶽が海禅寺住職となった後は鄧州も参禅会に招かれている[37]。

### 鄧州の印象
晩年の鄧州の姿、印象について同時代の随筆が何点か残されている。
- 「この和尚、南天棒と聞いただけでは、体幹長大容貌怪偉、古の山法師と、今日に見るが如くにも想像せられるが、さて逢って見ると、これはしたり、肥えてはいるが身長五尺を出づること多からず、風采粗野なる好々爺。若し、これに、どんつく布子を纏わしめて、磯辺にでも佇ましめれば、寂然一個の老漁夫なるべき、また若しこれに、鍬を持たせて田甫に在らしめば、誰が眼にも、百姓爺は動かぬところ」――高島大円『熱罵冷評』[38]
- 「乗り降りにも難儀するほど不自由な体でありながら、顔だけには強い底力がむき出しに動いているを認めないわけにはいきませんでした。ベートーベンの顔をまるで獣のようだといった人がありますが、そんな意味において、この坊さんの顔もよく似た獣に似ていて獣の野性と敏捷さとが眼にちらついていました。名前をききますと、この坊さんが南天棒鄧州和尚でした。
『やはり猛獣使いだ。あの眼がそういっている……』
私はそう思わずにはいられませんでした」――薄田泣菫『太陽は草の香がする』[39]
- 「南天棒は元来無邪気で資性実に愛すべき好人物である。先度も話したが、南天棒の携帯を中止してはどうかといったら、根が正直にして純朴なる彼は忽ちその棒を投じて見せたが、彼は無邪気にして人の忠告を容れる余地あるのみならず、また能く人の善言を敢行する有るは感心で、要するに彼は一派管長の器量がある」――竹田黙雷『禅機』[15]
- 「南天棒は、そのころすでに七十もよほどすぎた老僧でしたが、見かけたところ、真浄老師の痩せた枯淡そのものとは対照的に、肉づきのいい大柄で、酒好きらしい血色、頑固で、テコでも動かない田舎爺さんのような風貌の人でした」――平塚らいてう『原始、女性は太陽であった』[40]

だが、瑞巌寺での住職時代、同地での評価は芳しいものではなく、次のように酷評されている。
- 「気鋒辛辣、一世を空うして衆僧辟易せざる無し。（中略）、鄧州性豪放にして檀徒を見ること土芥の如く、いたる所衆望を得る能わず」――『仙台人名大辞書』[41]

### 山岡鉄舟
鄧州と山岡鉄舟との邂逅は鄧州が曹渓寺の選仏道場に赴任した頃である。初めて鄧州に会った鉄舟は五位兼中到の「両刃鉾を交えて避くることを用いず」の一句を用いて鄧州の力量を試すと、鄧州は「尊公は偏中至と兼中到と誤っている。仏向上のこと未だ未だし」と返した。以来、鄧州と鉄舟は互いに力量を競い合う間柄になった。
ある日、鄧州が鉄舟の家を訪れると鉄舟が昨晩夢枕に文殊菩薩が出たという話をした。鄧州が「さぞワシが娑婆において縦横の機略に驚かれていたであろうな」と自賛すると、「何の間違いを。洞山麻三斤の公案を南天棒未だ解せずという託宣さ」と返された。それから鄧州と鉄舟が「麻谷賓主互換」の公案を商量しているうちに、取っ組み合いとなり、しまいには鄧州が鉄舟を突き飛ばし障子が壊れる様で家人はすわ喧嘩かと慌てた。
山岡が道林寺を譲り受け、 選仏道場として鄧州を招いた際、鉄舟は「ちっぽけな大道場ができたので和尚に来てもらいたいと思う」と誘った。鄧州が「ちっぽけな大道場とは可笑しいな」と笑うと、鉄舟は「須弥に芥子を容れるとさえ云うではないか。とにかく一微塵裏に大法輪を伝じてもらいたいのじゃ」と切り返したので鄧州は二つ返事で承諾。廃寺であった道林寺は崩れ落ちた壁に筵を吊るし、畳の多くは腐っていたので菰を敷く。障子も壊れ雨漏りもする有様であったが、鉄舟が差し入れた酒と握り飯、沢庵漬けで晋山式を執り行った。以来、山岡は毎日修行者分の米と酒を差し入れ、鄧州と酌み交わしながら修行をした。
『南天棒行脚録』では鉄舟逝去のくだりも記されている。鉄舟は以前より大蔵経の書写を手掛けており、鄧州が校正をしていたが逝去2日前にて筆が止まった。鄧州に自分は明日にもお暇する、禅武二つが欠けては国家が弱くなるのでこれを忘れぬようにと告げ、道林寺の禅堂が完成した暁には明治天皇の御臨幸を仰ぐよう尽力願いたいと鄧州に託した。翌日、鉄舟は「諸君奸在、我れ今日先逝す」との言葉を残し逝去した。鄧州はその3年後、明治24年に松島瑞巌寺の住職に任命され寺を去ったが、乃木希典の尽力によって江湖道場は選仏道場として隆盛する。だが昭和20年の空襲によって堂宇は消失し、町田市相原町に移転して現在に至っている。

### 児玉源太郎
徳山藩出身の児玉とは大成寺の住職時代から交友関係があった。
ある日児玉が「軍人は禅をどのように扱うべきか」と問いかけたので、鄧州は「今すぐ三千の兵を用いてみよ。そりができれば戦って勝たぬということはない」と答えた。児玉が「目前に兵もいないのにどうやって用いることができるのか」と返したので、「そんなことは朝飯前の茶の子じゃ。いと易いのじゃのに、それが使えぬようじゃ将軍にはなれぬ。天下の将軍となって万卒を率いる、大戦を率いることはならぬのじゃ。それしきのことができなくて、どこに将軍面がある。この偽将軍め」と言い放った。児玉がむっとなって「ならば老師使ってみせよ」と答えると、鄧州はいきなり児玉を引き倒し、その背に馬乗りになるや南天棒を振りかざし、「全軍進めっ」と尻に一鞭当てた。児玉はそのまま進み出し、「なるほど。今日始めて禅機を見ました」と答えた。

### 乃木希典
乃木希典が児玉の紹介で道林寺を訪問した際、寺では鶴岡八幡宮の祭典が催され、鉄舟門下の剣客たちが詰めかけていた。鄧州が出かけたのでお供えの神酒を飲んでしまおうということになり、副寺の平松兵卿が制止するのも聞かず、拳骨で樽を叩き割り、沢庵を引きちぎって肴とする。そのうち互いを馬鹿者と罵りたちまち取っ組み合いの喧嘩騒ぎとなった。そんな時に訪れた乃木が、想像とは違う禅寺に拍子抜けしたのは言うまでもない。
後日、鄧州が児玉邸に乃木を訪ねた。乃木が「剣の平常心をお教え願いたい」と剣を前に置き挨拶した。鄧州は「軍人ならば剣を使ってみよ」と問う。乃木が返答に窮していると、鄧州は乃木の剣を奪うや鞘から抜き放ち、乃木に切りかかった。2、3度切りかかって乃木が制止するやその剣を放り投げ、「こんな刀を握っておって天下を治めることができるか。明皓々たる汝が真剣を出せ。本当の真剣とは汝の心である」と諭し、「あんたは陸軍少将第十一旅団長、毎日軍人精神を説きながら自分の魂を知らぬとは。この禄盗人、似而非武士め」と南天棒で痛打し足蹴にした。
これに発心した乃木は以来道林寺に通い、堂内に入らず墓前の石畳で、夏は藪蚊に刺される中修行をした。3年後、平常心の境地に達した乃木は鄧州に認められ、石樵居士の尊号を賜った。
乃木の葬式の際、全ての式が終わり一同が休憩所に引き揚げた後であった。ようやく散会しようかという中、小笠原長生がもう一度参拝をしに墓前に戻ろうとしたら、墓前から読経の声がしている。果たして、墓前には伴の者も帰した鄧州が1人端然と坐って読経をしていた。その年の11月に乃木の国民大弔祭会が催された際、鄧州が乃木への引導香語として捧げた句がある。
携え来る六尺南天の棒、倒（さかしま）に用い横に拈じて遍界腥し。今日の法筵何を以てか薦めん。目前の紅葉双霊に呈す。

別々。

偉なるかな乃木大将の腹、乃木以前に乃木無く、乃木以昆に乃木無し、嗚呼賛嘆して餘馨り有り。喝」

## 年譜
- 1839年（天保10年）- 4月3日、肥前国東松浦郡十人町で誕生。父は唐津藩士塩田壽兵衛惟和。幼名慶助。後に考次郎。
- 1849年（嘉永2年）- 4月、平戸雄香寺の麗宗全澤の元で蓬髪。全忠の法名を得る。
- 1850年（嘉永3年）- 11月、達磨忌にて得度（小坊主から正式な僧侶になる）。
- 1856年（安政3年）- 平戸松浦候御用船に便乗して上洛。山城国綴喜郡八幡円福寺に入山。石應宗眠と初相見。狗子仏性の公案を授かる。
- 1857年（安政4年）- 方広寺に挂錫（修行滞在）中、天狗騒ぎが起こる。それが契機となり、初めて透過を得る。その後、石應が病に伏し、遷化。
- 1858年（安政5年）- 11月、円福寺僧堂境内に誓いの松を植える。肥後国熊本見性僧堂に挂錫。蘇山玄喬に師事する。
- 1860年（万延元年）- 蘇山の典座を務め、杵築養源寺の雨安居（夏期修行）を行う。この年から3年、豊後宇佐にて懶翁文静に師事。蘇山の下山に伴い、久留米梅林寺に転錫。羅山元磨に師事する。
- 1861年（万延2年〜文久元年）- 解定（就寝の合図）後、井戸の上で座禅をするようになる。以後6年間、横臥しなかった。
- 1862年（文久2年）- 12月1日〜8日、蠟八接心を成就。
- 1865年（慶応元年）- 羅山より印可を受け、白崖窟の堂号を得る。
- 1866年（慶応2年）- 見性寺に『槐安国語』を借り受けるため、第二次長州征討の戦火をくぐり抜ける。
- 1867年（慶応3年）- 羅山遷化。その後、後任の関無学を補佐する。
- 1868年（慶応4年〜明治元年）- 妙心寺にて、鶏林和尚の侍衣を務める。併せて同寺塔頭天授院にて越渓守謙に師事する。この年、父壽兵衛死去。
- 1869年（明治2年）- 周防徳山藩の大成寺住職となる。
- 1872年（明治5年）- 両派本山より全国師家点検の議事に任命。毛利元蕃から中原の姓を賜る。
- 1873年（明治6年）- 九州巡回中、南天の棒を得る。これを警策とし、以降「南天棒」が通称となる。
- 1875年（明治7年）- 全国道場破りを敢行。
- 1879年（明治9年）- 再度、全国道場破りを敢行。
- 1879年（明治11年）- 山城国相楽郡（木津川市）の弘済寺再建に取り組む。6年後に完成。
- 1879年（明治12年）- 大教校設立に反対。円福寺にて大教校の用具を焼却する。
- 1880年（明治13年）- 山崎天王山にて真木保臣ら17士の招魂祭を行う。
- 1885年（明治18年）- 南麻布の曹渓寺選仏道場師家に任命される。山岡鉄舟と初相見。
- 1886年（明治19年）- 9月26日、山岡の拝請で市ヶ谷道林寺に晋山。
- 1887年（明治20年）- 10月、乃木希典と初相見。
- 1891年（明治24年）- 6月3日、特命により瑞巌寺住職に任命。7月7日、瑞巌寺に晋山。
- 1896年（明治29年）- 宗匠検定法を上程。不採用となる。留守中、5月25日に政宗木像損傷事件発生。檀家による弾劾騒ぎとなり、11月に瑞巌寺を辞し、大梅寺に入る。
- 1900年（明治33年）- 竹田黙雷の拝請で円福寺臨時師家となり、大梅寺を退山。その際、南天棒を円福寺に奉納。
- 1902年（明治35年）- 西宮海清寺住職に任命。
- 1904年（明治37年）- 日露戦争出陣前の乃木が訪問。
- 1908年（明治41年）- 東京禅学堂にて平塚らいてうと初相見。
- 1909年（明治42年）- 12月、平塚、海清寺にて蠟八接心を成就。「全明」の大姉号を授かる。
- 1912年（明治45年～大正元年）- 明治天皇崩御に乃木夫妻殉死。「万歳」の電報を送る。神葬に立ち会い、棺前に三帰戒を授ける。
- 1915年（大正4年）- 信州飯山正受庵にて道鏡慧端二百年遠忌に出席。『南天棒禅話』発行。
- 1916年（大正5年）- 『大悟一喝』発行。
- 1917年（大正6年）- 8月、無因禅師五百年遠忌および入定式への拝請のため全国行脚を始める。
- 1918年（大正7年）- 4月4日、五百年遠忌および入定式を挙行。
- 1921年（大正10年）- 『南天棒行脚録』発行。
- 1925年（大正14年）- 2月12日、海清寺にて遷化。

## 関連書籍
著作
- 『南天棒禅話』丙午出版社、1915年　※秋月龍珉禅書復刻シリーズ5（平河出版、1986年）に再録
- 『南天棒行脚録』大阪屋号書店、1921年　※秋月龍珉禅書復刻シリーズ3（平河出版、1984年）に再録
- 『提唱 碧巌録』全3巻 大阪屋号書店、1918年～1920年
- 『提唱 臨済録』大阪屋号書店、1920年
- 『毒語心経』先進堂、1921年
- 『南天棒提唱 無門関』先進堂、1928年
- 『大悟一番』河野出版部、1916年
- 『一喝禅』大阪屋号書店、1916年
- 『機略縦横』東亜堂書房、1916年
- 『悪辣三昧』帝国出版協会、1920年
- 『禅の極致 心を練り人を作る』中央出版社、1928年

評伝
- 飯塚哲英『奇僧南天棒』隆文館図書、1920年
- 春見文勝『禅に生きる傑僧 南天棒』春秋社、1963年